# Vica Pota
Vica Pota era una dea romana che simboleggia la vittoria e la conquista (dal latino Vincere - Potiri).

## Descrizione
La sua festa veniva celebrata il 5 gennaio.
Il tempio di questa divinità sorgeva alle pendicidella Velia, uno dei colli di Roma, sul luogo dove Publio Valerio Publicola fece ricostruire la propria casa dopo aver distrutto quella edificata sulla sua sommità, quando tra il popolo si diffuse la voce che volesse farsi re.
Secondo Cicerone l'etimologia deriverebbe dal latino vincendi atque potiundi.

## Origine
Per alcuni sarebbe da identificare con la dea sabina Vacuna.
Il letterato romano Quinto Asconio Pediano la identificava con la dea Vittoria, ma probabilmente deriva da una dea italica, precedente alla greca Nike e alla romana Vittoria. Però diversamente dalla dea romana, la Vica Pota non era una personificazione della Vittoria.
Per un'altra interpretazione, che però non trova generale accettazione, Vica Pota si identificherebbe con la divinità etrusca Lasa Vecu.